# Cameron Proceviat
Cameron Proceviat (* 20. September 1993 in Burnaby, British Columbia) ist ein kanadischer Leichtathlet, der im Mittel- und Langstreckenlauf an den Start geht und der sich auf die 1500-Meter-Distanz spezialisiert hat.

## Sportliche Laufbahn
Erste Erfahrungen bei internationalen Meisterschaften sammelte Cameron Proceviat im Jahr 2022, als er bei den Hallenweltmeisterschaften in Belgrad mit 3:40,47 min in der ersten Runde im 1500-Meter-Lauf ausschied. Im Juli erreichte er bei den Weltmeisterschaften in Eugene das Halbfinale und schied dort mit 3:38,83 min aus und anschließend gelangte er bei den NACAC-Meisterschaften in Freeport mit 3:40,99 min auf Rang vier.

## Persönliche Bestzeiten
- 1500 Meter: 3:36,09 min, 11. Juni 2022 in Portland
  - 1500 Meter (Halle): 3:36,85 min, 27. Februar 2022 in Boston
- Meile: 3:56,13 min, 9. Juli 2022 in Los Angeles
  - Meile (Halle): 3:52,54 min, 27. Februar 2022 in Boston (kanadischer Rekord)
  - 3000 Meter (Halle): 7:47,03 min, 30. Januar 2022 in Boston